# Prawo Joule’a (gaz doskonały)
Prawo Joule'a – w fizyce prawo dotyczące gazu doskonałego:
Energia wewnętrzna danej ilości (masy) gazu w stałej temperaturze jest niezależna od objętości i ciśnienia gazu.
Prawo to zostało sformułowane przez angielskiego fizyka Jamesa Joule'a. Jest ono dla gazów doskonałych definicją termodynamicznej skali temperatury. Dla gazów rzeczywistych, ze względu na oddziaływania międzycząsteczkowe oraz fakt, że cząsteczki gazów rzeczywistych nie są punktowe (mają własną objętość), energia wewnętrzna zależy od ciśnienia i objętości.